# 大鱼山岛
大鱼山位于中国浙江省岱山县西部，是火山列岛的主岛，面积6.25平方千米，最高海拔152.6米。火山列岛的其它岛屿均为无人岛。大鱼山目前为岱山县高亭镇渔山社区，有4个村。
1944年8月21日清晨，新四军浙东游击纵队海防大队一中队奉命夜渡灰鳖洋，驻进大鱼山岛开展抗日活动准备建立海上根据地。后因告密在与日军激战中失败。